# Nicolas Henrion
Pour les articles homonymes, voir Henrion.
Nicolas Henrion, né à Troyes le 6 décembre 1663 et mort à Paris le 24 juin 1720, est un numismate et orientaliste français, professeur de syriaque au Collège royal.

## Biographie
Il est élevé par son oncle, supérieur général de l'Ordre de la doctrine chrétienne, qui l'initie aux langues orientales. Devenu novice, il est envoyé comme professeur dans les maisons de l'ordre à Vitry, à Noyers et à Avallon, où il enseigne la philosophie et l'hébreu. À la mort de son oncle, il délaisse la carrière ecclésiastique, se marie, s'essaie à diverses professions, se fait recevoir docteur en droit, et finit par devenir avocat. Il se passionne alors pour les médailles et les pierres gravées et acquiert dans ce domaine une réputation de fin connaisseur. En 1701, il est reçu comme élève à l'Académie royale des inscriptions et médailles, dont il fréquente assidument les séances et où il lit d'innombrables et interminables dissertations qui ne sont ni recueillies ni publiées. Sa connaissance des langues lui vaut d'être nommé professeur de syriaque au Collège royal en 1705. En 1710, après plusieurs tentatives, il obtient une place d'agrégé à la faculté de droit, et l'Académie des inscriptions fait de lui un membre associé.
Pendant la dernière partie de sa vie, il travaille sans relâche à la rédaction d'un traité sur les poids et mesures de l'Antiquité, dont il annonce la publication dans le Journal des sçavans en 1708. Cet ouvrage, dont l'objet initial était de retracer l'évolution du poids et de la valeur de la livre romaine, devient peu à peu une immense entreprise, embrassant tous les âges et toutes les nations. En 1718, pour en donner un avant-goût à l'Académie, il publie une échelle comparative des êtres humains depuis la création du monde jusqu'au début de l'ère chrétienne. S'il faut en croire Henrion, la taille des humains n'a fait que diminuer depuis Adam (123 pieds, 9 pouces) et Ève (118 pieds, 9¾ pouces), en passant par Moïse (13 pieds) et Hercule (10 pieds), jusqu'à Jules César (moins de 5 pieds). L'ouvrage ne verra jamais le jour. Épuisé par ce labeur auquel il a consacré toutes ses veilles, Henrion meurt à l'âge de 56 ans.